# ターン (ゲーム)
ターン（turn）は、ターン制ゲームにおけるゲーム進行の単位である。
ターン制ゲームでは、各プレイヤーに一定の順序でターンが訪れ、ターンプレイヤー（ターンが回ってきたプレイヤー）は、自分の取る手を選択する、サイコロを振る、などの行動をする。
ターンの間は原則として、それ以外のプレイヤー（あるいはゲームマスターやコンピュータ）は一切の行動が出来ないか、ターンプレイヤーの行動に対応した行動しか許されない。
主にボードゲームやカードゲームなどのテーブルゲーム（非電源型ゲーム）に採用されている。
コンピューターゲームにもターン制を採用しているものがあるが、その大部分は将棋や麻雀、あるいはシミュレーションゲームやロールプレイングゲームといった、テーブルゲームに起源を発するものである（ターン制ストラテジーゲーム）。
囲碁などパス（行動しない）という選択が可能なゲームもある。
局面をほとんど変化させず相手に手番を渡すことができるゲームもあり、将棋では「手待ち」と呼ばれる。

## ターンの順序
ターンは原則として、プレイヤーの間を一定の順序で訪れる。ターンが元のプレイヤーに戻ってくるまでを1巡と言う。
ただし、ある条件でその原則が崩れるゲームもある。
- あるプレイヤーのターンが一時的に飛ばされる - すごろくの1回休み、麻雀のポンなど
- 順序が変わって、以後はその順序で進行する - 大富豪の逆回りなど。

## ターンの例
囲碁・将棋・チェス・オセロなどのボードゲーム
一手指す（打つ）。囲碁などはパス（行動しない）も選択できる。
すごろく
サイコロを振り、コマを進め、マスに指示があればそれに従う。
麻雀
ツモ牌を取り、あがりでなければ1牌捨てる。捨てられた牌（＝打牌）に対して他家がロンや副露（ポン・チー・カン）をすることもある。ツモと打牌の繰返しのことを麻雀用語で摸打と言う。
ウォーゲーム
単純な例として、行動を選択し、戦闘が発生したならサイコロを振り（あるいはコンピュータが乱数を生成し）、出目に応じた処理をする。

## ターンと手番
「手番」という言葉をターンの意味で使うこともある。しかし、厳密には異なる意味のこともある。
手番は元来、将棋・囲碁などの用語で、それらのゲームではターンと一致している。ゲーム理論ではその元の意味から拡張され、手番（move）はさまざまな展開型ゲームに対し定義される。
ゲーム理論での手番は、ゲーム展開の分岐点である。したがって、ターン内に複数回の選択があれば、それぞれは別の手番となる。プレイヤーによる選択だけでなく、サイコロを振る、ルーレットを回すといった行為も、手番の一種である。一般に、ターンは1つまたは複数の手番からなる。